# Zosterops strenuus
El anteojitos robusto (Zosterops strenuus) es una especie extinta de ave paseriforme en la familia Zosteropidae. Era endémica de la isla de Lord Howe, al este de Australia.

## Descripción
Medía alrededor de 7,6 cm de largo. Era un ave principalmente verde, con el vientre blanco y la garganta amarilla, lo que lo separaba de otras especies de ojiblancos.

## Extinción
Fue depredado hasta la extinción por ratas negras (Rattus rattus), introducidas accidentalmente en 1918 a raíz del naufragio del vapor SS Makambo en la isla.